# Dilaga ovunque
Dilaga ovunque è un romanzo di Vanni Santoni pubblicato nel maggio 2023 da Laterza. Ambientato nel mondo dei graffiti e della street art, ne racconta la storia e gli intrecci con la storia dell'arte "ufficiale" e le problematiche relative allo spazio pubblico. 
Da un punto di vista letterario, oltre che un romanzo "ibrido" è tecnicamente uno spin-off de I fratelli Michelangelo, dato che la protagonista è Cristiana Michelangelo, una dei fratelli di cui il romanzo del 2019 racconta in modo esteso le vicende. A livello strutturale si articola in un'alternanza di scene dinamiche, flashback della protagonista e dialoghi tra lei e vari esponenti delle arti di strada e di altre discipline a esse tangenti.
Dal punto di vista tematico, si inserisce nel filone santoniano dei romanzi a sfondo saggistico che esplorano le sottoculture, di cui fanno parte Muro di casse e La stanza profonda, usciti nella medesima collana, la "Solaris" di Laterza. 
Il 31 maggio 2024 viene annunciato tra i finalisti del Premio Campiello 2024.

## Trama
Nella Barcellona del 2023, tre attempati graffitari "attaccano" i vagoni del treno locale, ma vengono interrotti dai Mossos d'Esquadra; una di loro non è abbastanza veloce a fuggire e viene fermata e identificata. Scopriamo così di essere di fronte a Cristiana Michelangelo, un'artista contemporanea dalla carriera stagnante ma con un passato nel writing e nella street-art, che si è ritrovata in quella situazione a causa di un tuffo nei propri trascorsi da graffitara; un "ritorno al passato" cominicato nella memoria fino a farsi reale. Qualche mese prima, infatti, Cristiana è stata contattata da V. – presumibilmente un alter-ego dell'autore stesso – per aiutarlo a scrivere un libro a tema graffiti. In seguito a questa chiamata, Cristiana ricorda vari episodi della propria giovinezza, grazie ai quali viene delineata, nel libro, la storia dei graffiti dalle origini a oggi, e il loro contrastato rapporto con la legge e con l'arte "ufficiale", fino ad arrivare a una riflessione sul concetto stesso di "spazio pubblico"